# Conservatoire Komitas d'Erevan
Le conservatoire Komitas d'Erevan (en arménien : Կոմիտասի անվան Երեվանի Պետական Երաժշտական Կոնսերվատորիա) ou Conservatoire musical d'État d'Erevan est une école de musique, située à Erevan en Arménie. Fondée en 1921, l'institution acquiert en 1923 le statut d'établissement d'enseignement musical supérieur. Situé en face de l'opéra d'Erevan, le conservatoire dispense ses cours dans les disciplines musicales suivantes : musique symphonique, musique de chambre et musique folklorique.

## Structure

### Construction
Le bâtiment se compose de quatre étages ; il se subdivise en 450 sections réparties en salles de conférence, salles d'études, deux salles avec orgues, douze classes de piano (dont deux avec pianos à queue), une bibliothèque, une salle de lecture, un studio d'enregistrement, une infirmerie, une salle de conseil des élèves, un atelier d'instruments musicaux, un magasin de musique et une cantine.

### Opéra-Studio
L'Opéra-Studio — avec son orchestre symphonique et son chœur — se situe dans l'une des ailes adjacentes. Celle-ci dispose d'une grande salle de répétition en sus d'un théâtre lui-même doté de 275 places ; y convergent les étudiants, les metteurs en scène, les professeurs, les chefs d'orchestre, les musiciens, l'orchestre du conservatoire ainsi que les choristes. Tous les rôles solistes sont interprétés par des élèves issus de la section d'art lyrique.

### Salles de concert
Trois salles de concert de 80 à 100 places chacune sont également attenantes à l'ensemble. Elles sont essentiellement destinées à accueillir le public et les exécutants lors de soirées et concerts à caractère plus intimiste tels que : récitals, auditions d'élèves, concerts de professeurs, soirées d'étudiants, célébrations d'anniversaire, sessions annuelles réunissant les diverses associations professorales ou estudiantines affiliées au conservatoire.

## Historique
Le conservatoire de musique d'Erevan, dont la création est décidée en 1919, est ouvert en 1921 par le compositeur et chef d'orchestre arménien Romanos Melikian, du conservatoire de Moscou. Il reçoit le nom du compositeur arménien Komitas.

### Direction
La direction de l'établissement est successivement assurée par les personnalités suivantes :
- Romanos Melikian (1921—1924)
- Arshak Adamian (1924—1926)
- Anushavan Seigneur Ghevondian (1926—1930)
- Spiridon Melikian (1930—1931)
- V. Samvelian (1933—1936)
- Constantine Saraiev (1936—1938)
- Samson Gasparian (1938—1940)
- Gregory Yeghiazarian (1954—1960)
- Lazare Sarian (en) (1960—1986)
- Edgar Hovhannisian (en) (1986—1991)
- Tigran Mansurian (1992—1995)
- Armen Smbatian (1995—2002)
- Sergei Sarajian

### Professeurs
Les professeurs exerçant dans son enceinte comptent plusieurs figures notables :
- Vardan Achemian (en)
- Ruben Aharonian
- Robert Amirkhanian (en)
- Khachatur Avetisian (en), fondateur en 1978 du département de musique folklorique du conservatoire.
- Arno Babadjanyan
- Tsolak Bekarian
- Gohar Gasparyan
- Hratchia Haroutunian
- Tigran Mansourian
- Vache Sharafian (en)
- Eduard Topchian (en)
- Geghouni Tchittchian
- Anahit Tsitsikian
- Haykanoush Danielyan

### Élèves
Certains élèves marquent de leur empreinte l'historique de l'institution :
- Alexandre Spendiarian
- Tigran Mansurian
- Arno Babajanian
- Lusine Zakaryan
- Anzhela Atabekyan
- Ruzan Mantashyan
- Vartan Adjemian (en)
- Robert Amirkhanian (en)
- Khachatur Avetisian (en)
- Armen Movsessian (en)
- Gevorg Sargsian (en)
- Aram Satian (en)
- David Satian (en)
- Vache Sharafian (en)
- Eduard Topchian (en)
- Geghouni Tchittchian
- Anahit Tsitsikian
- Samvel Yervinian (en)